# ローリーズファーム
ローリーズファーム（LOWRYS FARM）は、株式会社アダストリアが展開する20から30歳代女性向けのファッションブランドである。1992年に、当時はセレクトショップとして展開を始めた。主に、ファッションビルへの出店や路面店としての展開を行っている。

## 姉妹ブランド
- ローリーズファーム(LOWRYS FARM)
  - パルコ、丸井をはじめファッションビルや路面店に展開
- レプシィムローリーズファーム(LEPSIM LOWRYS FARM)
  - イオンモール、アリオをはじめ大型ショッピングセンターに展開
- アパートバイローリーズ(apart by lowrys)
  - ルミネなど駅ビルを中心に展開

## CMキャラクター
- 仲里依紗（関東・関西・中京・北海道・宮城・広島・福岡地区のみ）
  - 2011年3月10日 -
- miwa
  - 2013年3月1日 -
- 川口春奈
  - 2013年6月1日 -
- 有村架純
  - 2013年8月31日 -
- 黒島結菜
  - 2014年3月6日 -
- 松井愛莉・三吉彩花
  - 2017年1月9日 -
- 長澤まさみ・夏帆
  - 2018年8月22日 -